# Färglav
Färglav (Parmelia saxatilis) är en allmänt mycket förekommande bladlav som växer på stenar och berghällar. Den har bladlik, rosettformig bål med åsigt rynkad ovansida. Enstaka lavar växer med tiden ofta samman så att större "kakor" bildas. Dess namn kommer av att den använts för färgning av textiler. Enligt äldre litteratur kunde man få fram 30 olika färger från färglav, som dessutom var för ändamålet enkel att samla in, då den lätt lossnar från sitt underlag.

## Bygdemål
| Namn     | Trakt         | Referens | Kommentar |
| -------- | ------------- | -------- | --- |
| Letmossa | Svenskfinland | [ 3 ]    | Det finns många dialektala ord med ordledet Let, både som prefix och suffix. Alla har med färg i någon form att göra. |
| Stenlet  | Östergötland  | [ 3 ]    | Växer på stenar; skrivs ibland sten-let                                                                               |